# Malé Přílepy
Malé Přílepy jsou vesnice, část obce Chyňava v okrese Beroun ve Středočeském kraji. Nacházejí se asi šest kilometrů severovýchodně od Berouna a čtyři kilometry jihovýchodně od Chyňavy.

## Historie
Nová ves Přílepy u Berouna se v písemných pramenech poprvé připomíná v letech 1357 (in Przilep novam villam) a 1359 (villa nova dicta Psilep prope Weronam).
Malé Přílepy se v pramenech připomínají v roce 1357 v souvislosti s dvorem, který patřil kapitule při chrámu svatého Víta na Pražském hradě. Tehdy se ves nejmenovala Malé Přílepy, ale pouze Přílepy (Przilep). Ves vlastnil saský kníže Rudolf, který ji v roce 1359 daroval pražské kapitule. V průběhu husitských válek se majitelem stal Beneš z Kladna, kterému držení potvrdil v roce 1436 císař Zikmund. V pozdějších letech byla ves vyplacena pražskou kapitulou. Jí pak ves náležela až do konce vrchnostenské správy, kterou v roce 1850 vystřídala správa státní.
Malé Přílepy stojí v oblasti drobné uhelné pánve a váže se k nim nejstarší zmínka o těžbě uhlí v Čechách z roku 1463. Listina vyšehradské kapituly obsahuje povolení k těžbě uhlí, která poté v malém rozsahu probíhala až do dvacátého století, kdy byl v šedesátých letech uzavřen poslední povrchový lom.

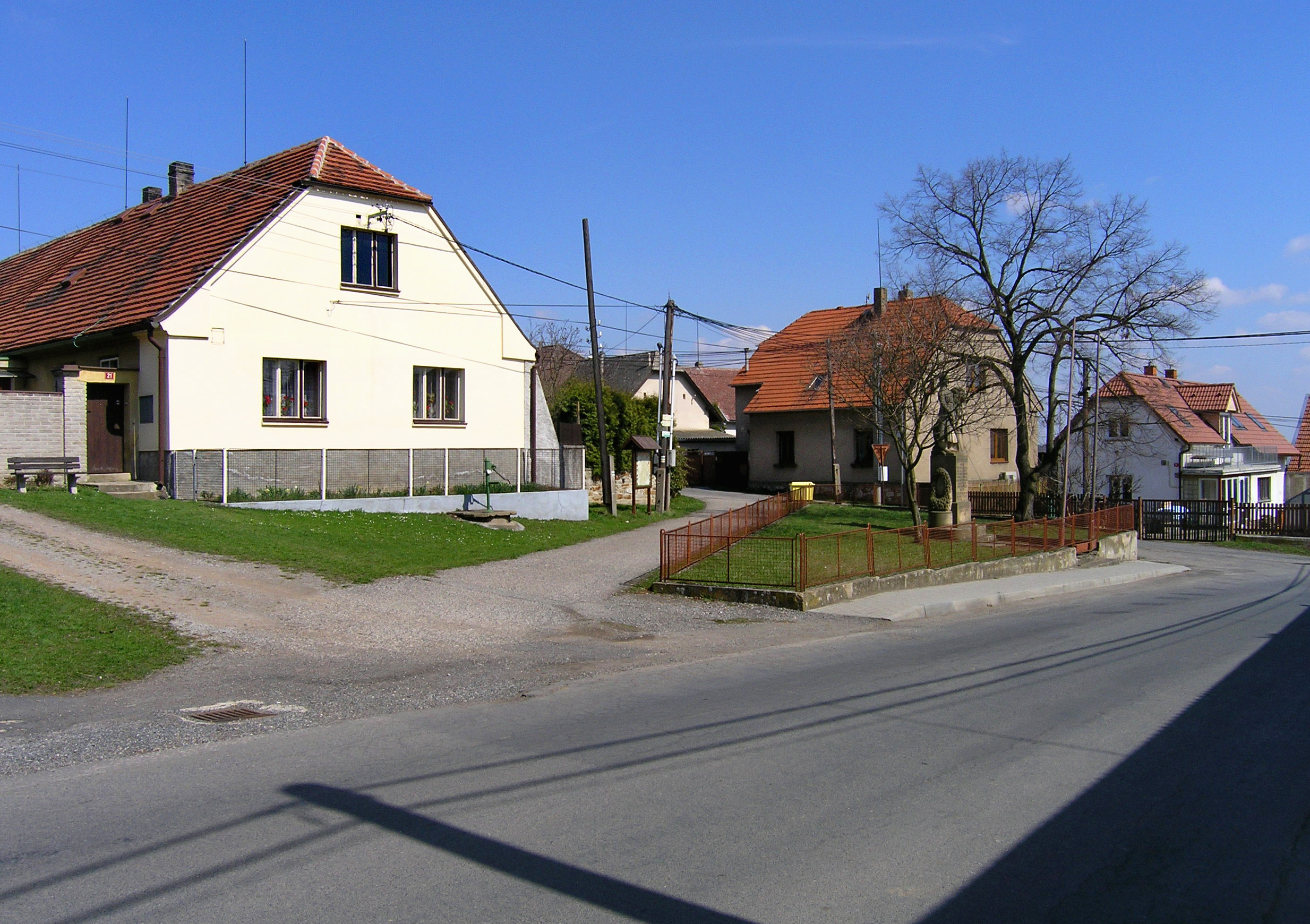
Náves
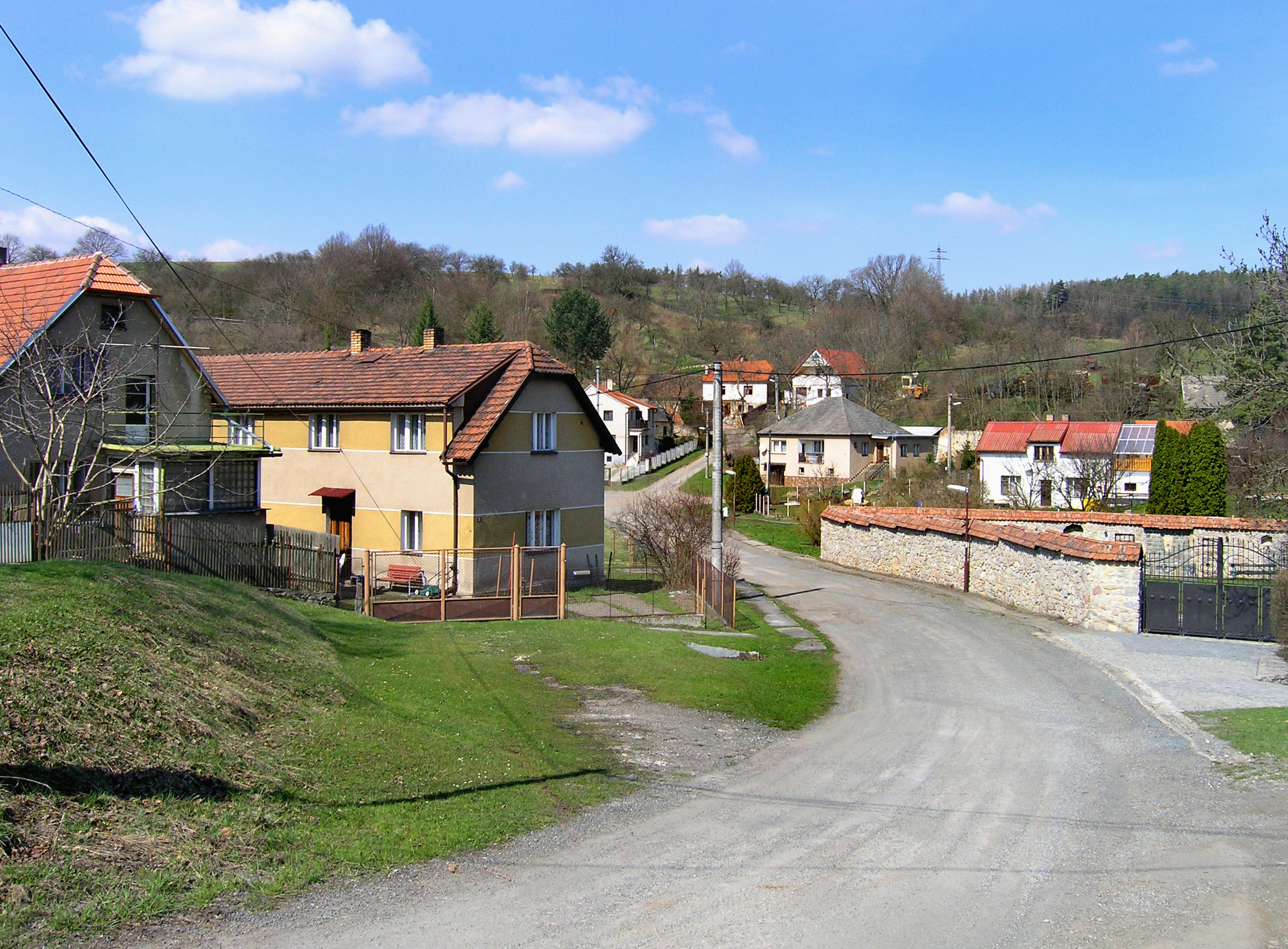
Severní část vesnice

## Obyvatelstvo
| Rok            | 1869 | 1880 | 1890 | 1900 | 1910 | 1921 | 1930 | 1950 | 1961 | 1970 | 1980 | 1991 | 2001 | 2011 | 2021 |
| -------------- | ---- | ---- | ---- | ---- | ---- | ---- | ---- | ---- | ---- | ---- | ---- | ---- | ---- | ---- | ---- |
| Počet obyvatel | 355  | 369  | 403  | 438  | 423  | 379  | 380  | 280  | 241  | 215  | 185  | 163  | 158  | 262  | 344  |
| Počet domů     | 24   | 51   | 54   | 58   | 59   | 67   | 78   | 89   | 80   | 70   | 57   | 80   | 93   | 107  | 116  |

## Obecní správa
Při sčítání lidu v letech 1850–1979 byly Malé Přílepy samostatnou obcí, nejprve v okrese Smíchov, v letech 1900–1930 v okrese Kladno a od roku 1950 v okrese Beroun. Od 1. ledna 1980 jsou částí obce Chyňava v okrese Beroun.